# حلیمه بشیر
حلیمه بشیر (زادهٔ ۱ ژانویهٔ ۱۹۷۹) روزنامه‌نگار اهل سودان است. نویسنده اشک‌های کویر، که خاطراتش دربارهٔ تجربیات زنان و نسل‌کشی در جنگ دارفور را به رشته تحریر درآورد. او به عنوان یک پزشک در مناطق روستایی سودان کار می‌کرد قبل از اینکه به دست مقامات امنیت ملی و مقامات امنیتی مورد آزار و اذیت قرار گیرد. وی گزارش حقایق مربوط به حمله شبه نظامیان در جنجوید را به سازمان ملل متحد گزارش کرد، این حمله‌ای بود که در حوالی یک مدرسه صورت گرفت. او از آن زمان به انگلستان نقل‌مکان کرده‌است و در آنجا از حق پناهندگی برخوردار است.

## زندگی‌نامه
حلیمه بشیر، از نام مستعار سی‌دونیم استفاده می‌کرد تا برای حفاظت از خود هویتش مخفی بماند، او در مناطق روستایی دارفور در غرب سودان بزرگ شد. او یکی از چهار فرزند خانواده بود و در مدرسه موفقیت خوبی کسب کرد. در هشت‌سالگی او را ختنه کردند. یک وعده غذا به او داده شد و در ازا به او پول دادند، این عمل توسط مادربزرگش انجام شد بدون این که اقدام به بیهوشی کنند. پدرش زمانی که به تحصیل پزشکی پرداخت از او حمایت کرد تا یک پزشک متخصص شد و دوره آموزشی خود را پیش از شروع نسل‌کشی به پایان رساند. سپس حلیمه در یک کلینیک مستقر شد،
او مصاحبه‌ای را ایراد کرد که در آن به مخالفت رسمی با دولت سودان پرداخت. در واکنش، قبل از اینکه به یک کلینیک در روستا برود بازداشت و تهدید شده بود و هشدار داده بودند که با روزنامه‌نگاران غربی صحبت نکند. در کلینیک جدیدش، او خود را در میان قربانیان شبه‌نظامی دارفور یافت، از جمله دختران مدرسه‌ای که به‌طور دسته‌جمعی مورد تجاوز قرار گرفته بودند، او بعدها توضیح داد: «در مراحلی از سال‌های تحصیل به یاد دارم که چگونه با قربانیان ۱۱ ساله تجاوز گروهی انجام می‌شد حال آنکه در یک کلینیک روستایی از امکان کافی برای بخیه برخوردار نبودم»، وقتی که دو مقام سازمان ملل برای جمع‌آوری اطلاعات دربارهٔ این حمله مراجعه کردند، بشیر به آن‌ها حقیقت را گفت. در واکنش به این اقدام او، بشیر توسط اداره امنیت و امنیت ملی دستگیر شد و به‌طور گروهی مورد تجاوز قرار گرفت، با چاقو ختنه شد و چندین روز پیاپی با سیگار او را سوزاندند. او آزاد شد و به روستای خود بازگشت، جایی که پدرش مکانی را برای او ترتیب داده بود تا با پسر عمویش شریف ازدواج کند که قبلاً فقط یک‌بار همدیگر را دیده بودند. او شریف را انتخاب کرده بود، زیرا او را به عنوان پیشتاز می‌شناخت. این روستا اندکی پس از آن مورد حمله قرار گرفت و منجر به مرگ پدرش و ناپدید شدن خواهر و برادرش شد.

## جوایز
حلیمه بشیر همچنین برندهٔ جوایزی همچون جایزه آنا پولیتکوفسکایا شده‌است.